# Лотарь (король Франции)
Ло́тарь (нем. Lothar, фр. Lothaire; конец 941, Лан — 2 марта 986, Лан) — король Западно-Франкского королевства (Франции) в 954—986 годах из династии Каролингов.

## Биография

### Коронация Лотаря
Лотарь, сын короля Людовика IV Заморского и Герберги Саксонской, родился в конце 941 года. Когда умер его отец, Лотарю ещё не исполнилось и тринадцати лет. Сразу после похорон мужа королева Герберга послала к Гуго Великому, герцогу франков, самому могучему из франкских вельмож, прося его совета и помощи. Когда она приехала на встречу с ним, он с почётом принял её, утешил и обещал возвести её сына на трон. И действительно, 12 ноября 954 года мальчик Лотарь был коронован в Реймсе в аббатстве святого Ремигия здешним архиепископом Артольдом (Арто) с помощью герцога Гуго и других прелатов и знатных вельмож Нейстрии, Бургундии и Аквитании. После коронации Лотаря с большими почестями отвезли в Лан, который с давних пор был королевской резиденцией. Вслед за тем герцог Гуго пригласил короля с матерью в свои владения и с большой пышностью принимал их в своих городах.
Правление Лотаря проходило под двойной опекой: со стороны герцога франков, приведшего к власти юного короля, и со стороны короля Германии, чьим представителем был архиепископ Кёльнский Бруно, брат Оттона I, правитель Лотарингии.

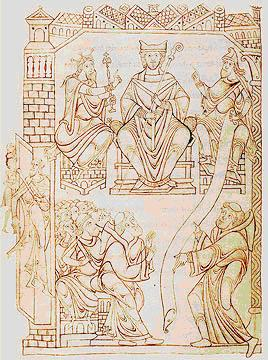
Ричард II (справа), аббат монастыря Святого Михаила (в середине) и король Лотарь (слева).

### Военные действия в Аквитании
Весной 955 года Гуго Великий и Лотарь отправились с войском в Аквитанию против графа Пуату Гильома III Патлатого, который не хотел уступать Гуго титул герцога Аквитанского. Гильом III был разбит в сражении, а жители Пуату выразили свою покорность королю и выдали ему заложников. Однако, в целом поход не достиг своего результата. Именно тогда Гильом Патлатый присвоил себе титул герцога Аквитании, который до него носили графы Тулузы. С тех пор Робертины и Каролинги никогда уже не показывались к югу от Луары: разделение между северной и южной частью Западно-Франкского королевства практически завершилось.

### Оттон I контролирует правление Лотаря
По возвращении в Париж герцог Гуго Великий занемог и умер в июне 956 года. Незадолго до этого он передал по наследству Бургундию своему младшему сыну Оттону. Старший же сын, Гуго Капет, должен был один унаследовать все титулы отца. Ему было около 15 лет, как и его двоюродному брату, королю Лотарю. Две главные персоны королевства попали под контроль их дяди, короля Германии, брата королевы Герберги и герцогини Гатуиды. Архиепископ Бруно сделал германского короля по существу регентом. Его долгом было защищать западную часть Германского королевства, предотвращать любую попытку Каролингов войти в Лотарингию и следить за тем, чтобы племянники не наносили друг другу ущерба. Равновесие между королём и герцогом поддерживалось вплоть до смерти Оттона I в 973 году.

### Войны в Нормандии и Фландрии
В 963 году, при поддержке Гуго Капета, Лотарь начал войну против нормандского герцога Ричарда I. Ричард призвал на помощь датчан под предводительством короля Харальда Синезубого. Викинги страшно опустошили соседние с Нормандией графства. Король должен был просить мира и согласился на самые тяжёлые условия, лишь бы избавиться от этих врагов.
Более успешна была его война с Арнульфом I, графом Фландрским. Последний умер в 965 году, и Лотарь захватил Аррас, Дуэ и Сент-Аман. Король, показавший силу и решительность, снова привлёк на свою сторону часть аристократов, заинтересованных в том, чтобы служить именно ему. Тибо I Турский, Фульк II Анжуйский, которые обычно подчинялись герцогу франков, в 960-е годы ведут борьбу против Ричарда I Нормандского на стороне Лотаря. Король привлёк на свою сторону и графов из Вермандуа, искавших правителя, который мог бы защитить их владения в Пикардии и Шампани и помочь им расширить их на восток. Это были Альбер I де Вермандуа и, особенно, Герберт III, граф Шато-Тьерри и Витри, аббат Сен-Медара в Суассоне, носящий титул «графа франков».

### Война за Лотарингию

Франция в X веке

Но самой продолжительной и трудной войной в царствование Лотаря была война с немецким королём Оттоном II Рыжим из-за Лотарингии, которую Лотарь считал своим наследственным владением. Архиепископ Кёльна и герцог Лотарингии Бруно лишил наследственных прав потомков Ренье Длинной Шеи, два правнука которого, Ренье IV и Ламберт I, в 970 году укрылись у короля Лотаря. Начиная с 973 года они пытались вернуть свои права и фамильное наследство, в частности, некогда могущественное владение в Эно. Первая их попытка в 974 году была сурово пресечена императором Оттоном II, который отдал Эно одному из своих приближённых, верденскому графу Готфриду I.
Вторая попытка, повторённая через два года, оказалась более серьёзной: Ренье и Ламберт нашли себе союзников в лице представителей рода Вермандуа. Эд, сын графа Альбера I де Вермандуа, друг Лотаря, присоединился к готовящемуся походу из Эно. В этом походе участвовал и младший брат Лотаря, Карл. Но атака не удалась: в жестоком сражении, разгоревшемся под стенами Монса (в центре Эно), Готфрид Верденский был ранен, его армия разбита, но город не был взят. Побеждённые рассеялись в Камбрези.
Вскоре Лотарь изгнал из своего окружения своего младшего брата по причине, будто бы он оскорбил королеву Эмму, публично обвинив её в адюльтере с новым ланским епископом Адальбероном, королевским канцлером. Император Оттон II доверил Карлу герцогство Нижняя Лотарингия, потребовав взамен клятву о верности.

### Война с Оттоном II

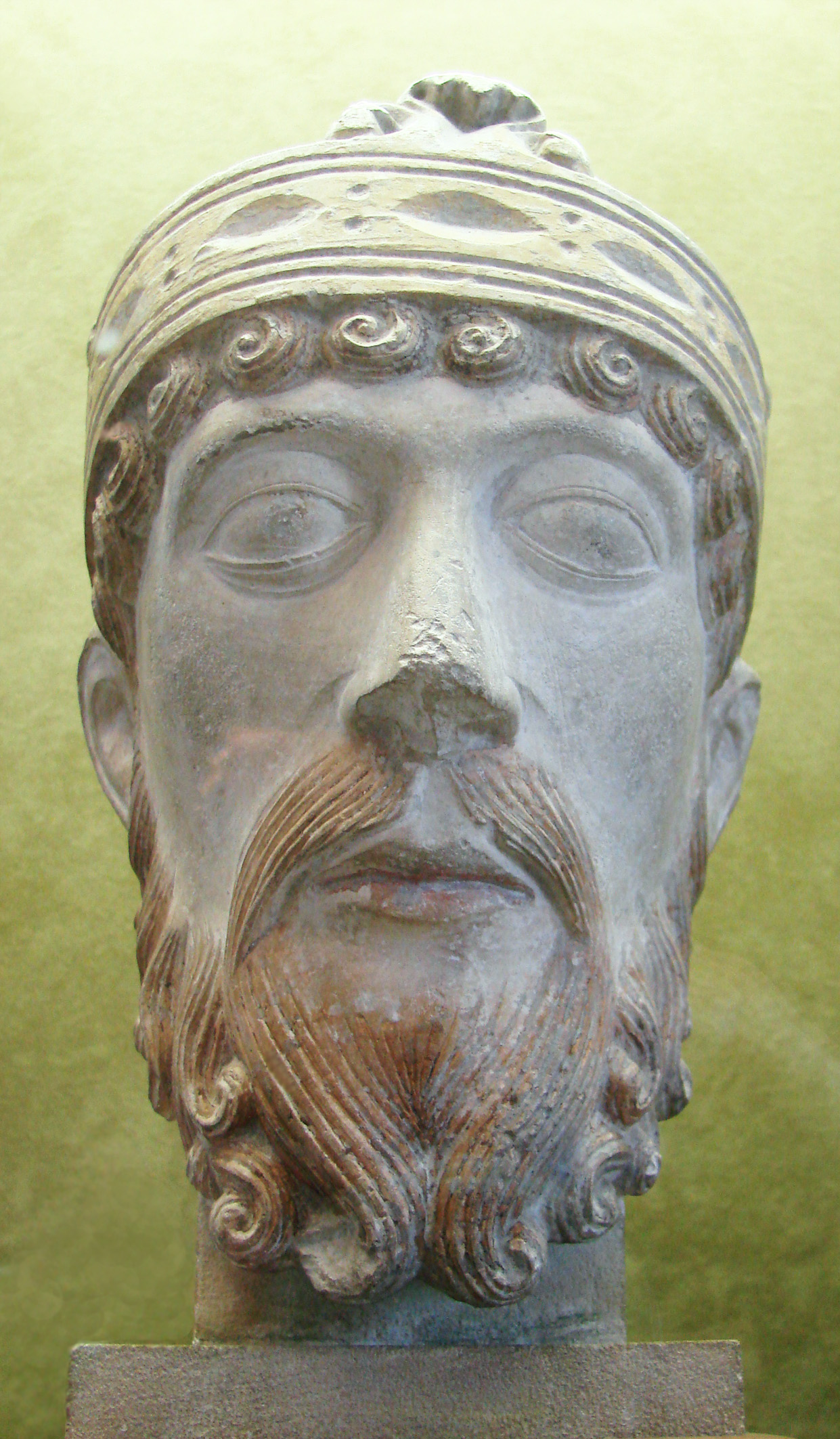
Лотарь. Голова статуи XII века из музея Сен-Реми в Реймсе.

В мае 978 года Лотарь собрал в Лане герцога франков Гуго Капета и других вельмож с целью совершить поход на Ахен и захватить императорскую чету. Летом этого года западные франки ворвались во дворец в Ахене. Им удалось разграбить Ахен, но император Оттон II спасся бегством, бросив свой дворец и королевские инсигнии. После этого французское войско было вынуждено отступить, заручаясь поддержкой Гуго Капета. Осенью Оттон II предпринял ответные меры: собрал большое войско в 30 000 всадников и выступил в поход на Францию. Со своей армией он дошёл до Сены и до самого Парижа, разоряя и грабя всё встречавшееся на его пути. На этот раз Лотарь был застигнут врасплох и в беспорядке отступил за Сену во владения Гуго Капета. Немцы захватили и разграбили королевское поместье Аттиньи и дворец в Компьене. Карл Лотарингский, брат Лотаря, участвующий в походе, был провозглашён в Лане королём в присутствии епископа Меца Тьерри I, родственника императора Оттона. Лотарь укрылся в Этампе, центре робертиновских владений. Гуго Капет в качестве франкского герцога и защитника своих земель преградил путь Оттону у стен Парижа. На помощь к нему подошли Эд Генрих Бургундский, Жоффруа I Анжуйский и сам король. Император Оттон, потерпев поражение в попытке взять город, ввиду приближающейся зимы, не без помех вернулся в Германию.

### Сын Лотаря Людовик король Аквитании
В 979 году, в день Святой Троицы, 12-летний сын Лотаря Людовик был избран знатью и помазан королём. Гуго Капет руководил церемонией. В итоге в государстве оказалось два короля, что, как думали, гарантировало надёжное будущее и окончательно убирало с дороги Карла Лотарингского. В 980 году Гуго Капет захватил Монтрёй-сюр-Мер, важный военный и торговый пункт, у графа Арнульфа II Фландрского. Опасаясь попасть под власть Робертинов, в июле этого года король встретился при Маргу под Седаном с императором и заключил с ним союз, хотя ему пришлось отказаться от всяких притязаний на Лотарингию.
Лотарь попытался сделать своего сына Людовика королём Аквитании. Вдохновителем этой идеи был граф Жоффруа I Анжуйский, желавший доставить неприятности своему могущественному южному соседу, Гильому IV Железнорукому, графу Пуатье и герцогу Аквитанскому, зятю Гуго Капета. С этой целью 15-летнего Людовика женили на сестре графа Жоффруа, 35-летней Аделаиде (982 год). Та обладала двумя значительными владениями: одно досталось ей от первого брака с Этьеном Жеводанским, правителем южной Оверни от Бриуда до Манда, другое — от брака с Раймундом IV Тулузским, маркизом Готии. Но через несколько месяцев Лотарь привёз Людовика назад по причине семейных ссор. Идея овладеть Аквитанским королевством была лишена смысла: Людовик и его окружение оказались в Оверни в изоляции, так как местная знать считала их чужеземцами. После развода с Людовиком Аделаида вступила в брак с графом Арля Гильомом, властителем Прованса.

### Последние годы правления Лотаря

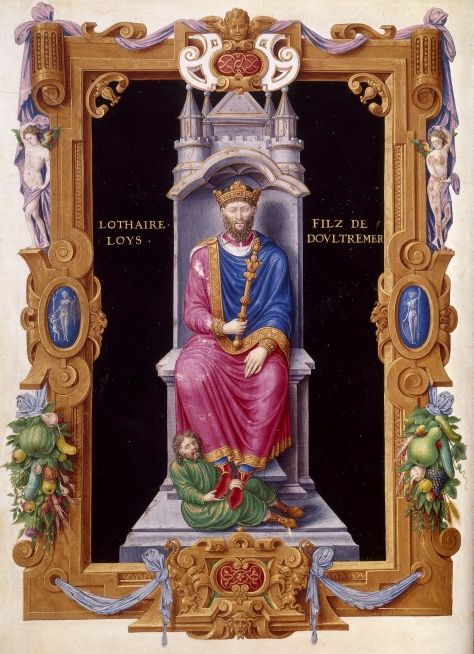
Лотарь (изображение из Национальной библиотеки Франции)

План овладеть югом бывшего Франкского королевства не удался, и Лотарь снова обратил свои взоры к Лотарингии. В 983 году умер император Оттон II Рыжий. Его сыну Оттону III было всего три года, и в Германии начались смуты, которыми Лотарь поспешил воспользоваться. Лотарь, женатый на Эмме, дочери императрицы Аделаиды, не захотел признавать герцога Баварии Генриха Строптивого регентом малолетнего Оттона III, заявляя, что сам имеет право на регентство. Генрих предложил ему герцогство Лотаринское в вознаграждение за союз. Лотарь согласился, но Генрих Строптивый вскоре примирился с императорской семьёй. Ничего не добившись путём переговоров, Лотарь прибег к силовому давлению и с помощью своих союзников, Эда I де Блуа и графа Герберта III де Труа, сына Роберта де Вермандуа, напал на Верден. После первой попытки, закончившейся неудачно, Лотарь в марте 985 года всё же вошёл в Верден и сразу взял в плен четырёх представителей враждебного семейства, графа Годфрида I с его сыном Фридрихом и их кузенов Зигфрида I Люксембургского и Тьерри I из Верхней Лотарингии. Таким образом, было серьёзно подорвано лотарингское сопротивление каролингской экспансии на восток. Пытаясь обезопаситься от Адальберона Реймского, Лотарь готовился осадить Льеж и Камбре, подтянув значительные силы к этим городам. В 986 году Лотарь, возвратившись в Лан, внезапно заболел и умер 2 марта этого года в возрасте 45 лет. Лотарь был погребён в Реймсе в базилике аббатства святого Ремигия.
До конца правления Лотаря против него нигде не возникало открытых возмущений, но власть с каждым днём ускользала из его рук и целиком переходила к Гуго Капету. «Лотарь — король только по имени, а Гуго, хотя не носит титула короля, но король на самом деле», — писал по этому поводу Герберт Орильякский.

### Семья
- Жена: (с 965 года) Эмма Итальянская (ок. 948 — 12 октября, после 988), дочь короля Италии Лотаря II. От брака с ней Лотарь имел 2 детей:
  - Людовик V Ленивый (966/967 — 987), король Западно-Франкского королевства с 986 года[3].
  - Оттон (умер 18 ноября 986), монах в Реймсе
- Также Лотарь имел внебрачных детей, в том числе:
  - Арнульф (перед 967 — 5 марта 1021), архиепископ Реймса 989—991, 995—1021
  - Ричард (умер после 991)